# The Singles Collection Volume 4
«The Singles Collection, Volume 4» — це остання збірка з серії чотирьох бокс-сетів, випущена обмеженим тиражем, що складається з серії CD, британського рок-гурту «Queen», яка вийшла у 2010 році. Бокс-сет містить ремастеризовані версії наступних 13 синглів, що потрапили до «топ-40» чартів, випущених «Queen», які вийшли після тих, що увійшли до третього тому, виключенням стали композиції, що увійшли до мініальбому Джорджа Майкла «Five Live» і ремікс «Small Soldiers» з синглу «Another One Bites the Dust», останній з яких не вийшов EMI/Parlophone.
Збірка містить матеріал, випущений з 1988-го по 1998 рік, і охоплює альбоми «The Miracle», «Innuendo», «Made in Heaven», «Queen Rocks» і «Greatest Hits III». Це був останній реліз гурту з EMI/Parlophone перед тим, як їх бек-каталог був перевиданий лейблом Universal's Island у 2011 році.

## Трек-лист
Диск 1
1. «The Miracle» — 5:03
2. «Stone Cold Crazy» (з концерту у «Rainbow» 1974 року) — 2:10

Диск 2
1. «Innuendo» — 6:33
2. «Bijou» — 3:37

Диск 3
1. «I'm Going Slightly Mad» — 4:25
2. «The Hitman» — 4:57

Диск 4
1. «Headlong» (синглова версія) — 4:35
2. «All God's People» — 4:22

Диск 5
1. «The Show Must Go On» — 4:32
2. «Queen Talks» — 1:43

Диск 6
1. «Bohemian Rhapsody» — 5:57
2. «These Are the Days of Our Lives» — 4:15

Диск 7
1. «Heaven for Everyone» (синглова версія) — 4:45
2. «It's A Beautiful Day» (версія Б-сторони) — 3:58

Диск 8
1. «A Winter's Tale» — 3:53
2. «Rock In Rio Blues» (британська синглова версія) — 4:35

Диск 9
1. «Too Much Love Will Kill You» — 4:22
2. «I Was Born to Love You» — 4:51

Диск 10
1. «Let Me Live» — 4:48
2. «We Will Rock You» (з концерту на стадіоні «Вемблі» 1986 року) — 2:56
3. «We Are the Champions» (з концерту на стадіоні «Вемблі» 1986 року) — 4:04

Диск 11
1. «You Don't Fool Me» (редагована) — 3:56
2. «You Don't Fool Me» (альбомна версія) — 5:24

Диск 12
1. «No-One but You (Only the Good Die Young)» — 4:14
2. «We Will Rock You (ремікс Ріка Рабіна «Райнеда»)» — 5:02
3. «Gimme The Prize (інструментальний ремікс «The eYe»)» — 4:02

Диск 13
1. «Under Pressure» (Rah-Міх) (радіоверсія) — 3:47
2. «Under Pressure» (ремікс Майка Спенсера) — 3:55
3. «Under Pressure» (з концерту у Кнебворті) — 4:17